# بيليي ستولبي
بيليي ستولبي (بالروسية: Белые Столбы) هي مدينة في مقاطعة موسكو أوبلاست في روسيا. يبلغ عدد سكانها حوالي 5624 نسمة.